# NGC 3966
NGC 3966 (NGC 3986) é uma galáxia espiral (S0-a) localizada na direcção da constelação de Ursa Major. Possui uma declinação de +32° 01' 17" e uma ascensão recta de 11 horas, 56 minutos e 44,2 segundos.
A galáxia NGC 3966 foi descoberta em 8 de Maio de 1864 por Heinrich Louis d'Arrest.